# رالف أليسي
رالف أليسي (بالإنجليزية: Ralph Alessi)‏ هو بواق وملحن أمريكي، ولد في 5 مارس 1963 في سان فرانسيسكو في الولايات المتحدة.

## وصلات خارجية
- الموقع الرسمي
- رالف أليسي على موقع ميوزك برينز (الإنجليزية)
- رالف أليسي على موقع أول ميوزيك (الإنجليزية)
- رالف أليسي على موقع ديسكوغز (الإنجليزية)